# Ракув (Келецький повіт)
Ракув (пол. Raków) або Раків — село в Польщі, у гміні Ракув Келецького повіту Свентокшиського воєводства.
Населення — 1140 осіб (2011).
У 1975-1998 роках село належало до Келецького воєводства.

## Демографія
Демографічна структура на день 31 березня 2011 року:
|          | Загалом | Допрацездатний вік | Працездатний вік | Постпрацездатний вік |
| -------- | ------- | ------------------ | ---------------- | -------------------- |
| Чоловіки | 560     | 105                | 407              | 48                   |
| Жінки    | 580     | 113                | 333              | 134                  |
| Разом    | 1140    | 218                | 740              | 182                  |